# Никола Юруков
 Тази статия е за дееца на ВМОРО.  За анархиста вижте Никола Юруков (анархист).  
Никола Лазаров Юруков е виден български архитект и революционер, деец на Вътрешната македоно-одринска революционна организация и на Македонската федеративна организация.

## Биография
Никола Юруков е роден в 1877 година в костурското село Лобаница. Гимназиалното си образование получава в Пловдив. През 1901 година завършва с отличие архитектура във Висшето техническо училище във Виена. С Георги Фингов и Димо Ничев основава архитектурното бюро „Фингов-Ничев-Юруков“, което през 1911 – 1912 година печели множество конкурси за проектиране и построяване на училищни и административни сгради в София и Пловдив. В творбите си бюрото използва ъглов куполообразен елемент, съчтан със скулптурни мотиви, който довежда до съвършенство.
Юруков участва активно в националноосвободителното движение на македонските българи. На 23 април 1913 година, в навечерието на Междусъюзническата война, заедно с още 13 души от тези околии подписва „Мемоар от костурско-леринско-кайлярската емиграция в София“, в който се твърди, че Македония е българска област и се настоява за присъединяване на Костурско, Леринско и Кайлярско към България. В „Мемоара“ се казва:
| „ | Ако Крит с цената на своите епически борби, си извоюва отдавна правото да бъде неразделна част от гръцкото отечество и Гърция никога и за нищо не би се отрекла от него, то нашият роден край е запачетал своето единство с България чрез страданията и сълзите на едно измъчено население, члез кръвта на хиляди, пролята в името на българската национална идея. И днес, когато българското племе даде нови, скъпи жертви за съкрушение на вековния общ враг на балканските народи, България има повелителен дълг да събере всички български земи, да се пожертвува нито един кът от тях, толкоз повече от ония, които през толкоз изпитания високо са държали знамето на народния идеал. | “ |

След Първата световна война Юруков е избран за председател на Костурското благотворително братство в София. Той е сред организаторите на създаването на Временната комисия на македонската емиграция, прераснала в Македонската федеративна организация и противопоставяща се на ВМРО.
Юруков развива дейност за създаване на Независима Македония като част от бъдещата Балканска федерация на V конгрес на дружествата на Обществото на народите в 1921 в Женева, на I конгрес на Международното бюро за правото на народите и на Международната конференция на Лигата на потиснатите народи в 1922 година в Лондон.
След Кюстендилската акция на ВМРО в 1922 година Юруков заедно с Филип Атанасов се установява в Пловдив, където се опитват да създадат база за действие срещу ВМРО. Участва в обединителния конгрес на Македонската федеративна организация и Съюза на македонските емигрантски организации от януари 1923 година. Убит е от дейци на ВМРО в 1923 година, най-вероятно от Стефан Каркалашев или Радко Пешев.

## Памет
На архитект Никола Юруков е наречена улица в квартал „Симеоново“ в София (Карта).

## Проекти на „Фингов-Ничев-Юруков“ в София
- Основни училища (1910 – 1912):
  - 6 ОУ „Граф Игнатиев“
  - 20 ОУ „Тодор Минков“
  - 38 ОУ „Васил Априлов“
  - 120 ОУ „Георги Сава Раковски“
  - 46 ОУ „Константин Фотинов“
  - 48 ОУ „Йосиф Ковачев“
  - „Христо Ботев“
  - „Антим I“
  - „Екзарх Йосиф“
- Софийска търговско-индустриална камара, по-късно централно управление на СИБАНК, в София, улица „Славянска“ №2 (кръстовището с „Бенковска“, 1912)
- Софийска банка, по-късно централно управление на Банка ДСК, в София, улица „Московска“ №19 (кръстовището с „Бенковска“, 1914)
- Българска търговска банка, улица „Граф Игнатиев“ и улица „Ангел Кънчев“ (1921)
- Чиновническо кооперативно спестовно застрахователно дружество на булевард „Цар Освободител“ и улица „Бенковска“ (1926)
- Феникс палас, сградата на Акционерно застрахователно дружество „Български феникс“, булевард „Дондуков“ (1927)[2][10]

Хотел "Юнион палас" , завършен е през 1911 г., разрушен през 1952 г. ,с адрес, улица "Знеполска", която се е намирала между улица "Леге" и площад "Александър I"
Апартамента сграда, намираща се на кръстовището на улица "Шипка" и улица "Сан Стефано" (1911 г.)